# 光明街道 (唐山市)
光明街道，是中华人民共和国河北省唐山市路北区下辖的一个乡镇级行政单位。

## 行政区划
光明街道下辖以下地区：
光明西里乙区社区、光明南里第一社区、光明南里第二社区、许庄南里社区、西站铁路楼社区、南园公寓社区、光明西里甲区社区、光明西里丙社区、冀油唐海社区、友谊东社区、友谊西社区、德源里第一社区、德源里第二社区、德源里第三社区、新河嘉园社区和繁荣花园社区。